# أديان ما قبل التاريخ

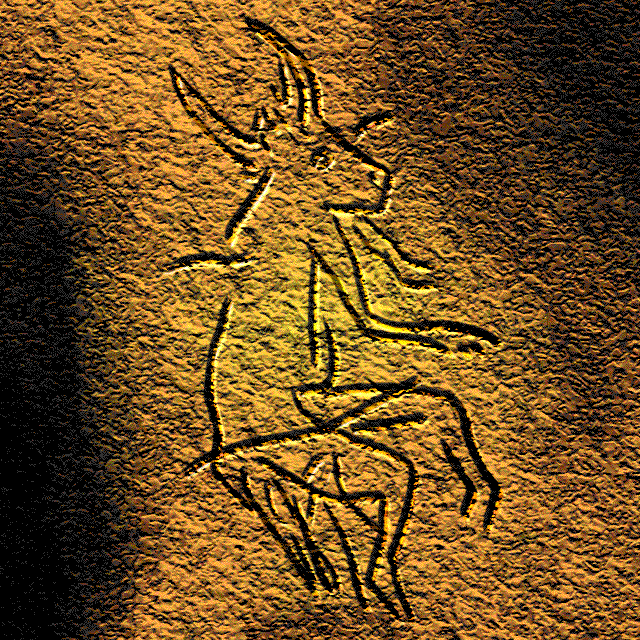
أحد رسوم الكهوف لكائن نصفه إنسان والنصف الأخر حيوان، ترجع إلى العصر الحجري القديم في دوردونيي (إقليم فرنسي) (Dordogne)، فرنسا، والتي يعتقد علماء الأثار أنها قد تعد دليلًا على بعض الممارسات الشامانية

دين ما قبل التاريخ هو الممارسة الدينية لثقافات ما قبل التاريخ. تشكل فترة ما قبل التاريخ، وهي الفترة التي سبقت السجلات المكتوبة، الجزء الأكبر من التجربة البشرية؛ فقد حدثت أكثر من 99% من التجربة البشرية خلال العصر الحجري القديم وحده. امتدت ثقافات ما قبل التاريخ عبر العالم وتواجدت لأكثر من مليونين ونصف المليون سنة؛ وكانت ممارساتهم الدينية كثيرة ومتنوعة، ودراستها صعبة بسبب عدم وجود سجلات مكتوبة تصف تفاصيل معتقداتهم.
يُرجح أن القدرة الإدراكية للدين ظهرت لأول مرة لدى الإنسان العاقل، أو الإنسان الحديث تشريحيًا، رغم أن بعض العلماء يفترضون وجود ديانة لدى النياندرتال (الإنسان البدائي) وتوجد أدلة متفرقة على ممارسة الطقوس في وقت سابق. باستثناء الأدلة المتفرقة والمثيرة للجدل في العصر الحجري القديم الأوسط (قبل 300,000-50,000 سنة)، ظهر الدين بشكل مؤكد في العصر الحجري القديم العلوي قبل حوالي 50,000 سنة. ربما كان الدين في العصر الحجري القديم العلوي مبنيًا على الشامانية، وكان موجهًا حول ظاهرة القادة الروحيين الذين يدخلون في حالات الغيبة لتلقي المعرفة الروحية الباطنية. تم استقراء هذه الممارسات استنادًا إلى مجموعة الفنون الغنية والمعقدة التي خلفها فنانو العصر الحجري القديم، ولا سيما فن الكهوف المتقن وتماثيل فينوس المصغرة الغامضة التي أنتجوها.
حدثت الثورة الزراعية، التي أسست من الزراعة نمط حياة مهيمن، حوالي 12,000 سنة قبل الميلاد، وبشرت بالعصر الحجري الحديث. نما المجتمع في العصر الحجري الحديث بشكل هرمي وغير متساوٍ مقارنة بأسلافه في العصر الحجري القديم، ويُعتقد أن الممارسات الدينية قد تغيرت لتتناسب مع ذلك. ربما أصبحت ديانة العصر الحجري الحديث أكثر هيكلية ومركزية مما كانت عليه في العصر الحجري القديم، وربما انخرطت في عبادة الأسلاف سواء لأسلاف الفرد أو لأسلاف مجموعات وقبائل ومستوطنات بأكملها. من السمات الشهيرة لديانة العصر الحجري الحديث الدوائر الحجرية في الجزر البريطانية، وأشهرها اليوم ستونهنج. من المجالات المعروفة بشكل خاص في ديانة العصر الحجري الحديث المتأخر حتى العصر النحاسي هي الأساطير الهندية الأوروبية البدائية، وهي ديانة الشعوب التي تحدثت لأول مرة اللغة الهندية الأوروبية البدائية، والتي أعيد بناؤها جزئيًا من خلال العناصر الدينية المشتركة بين أوائل المتحدثين باللغة الهندية الأوروبية المبكرة.
يمكن فهم ديانات العصر البرونزي والعصر الحديدي جزئيًا من خلال السجلات الأثرية، ولكن، أيضًا وأكثر من العصر الحجري القديم والعصر الحجري الحديث، من خلال السجلات المكتوبة؛ فبعض المجتمعات كانت لديها كتابة في هذه العصور، وكانت قادرة على وصف تلك التي لم تكن لديها كتابة. تشهد هذه العصور من ديانات ما قبل التاريخ تركيزًا ثقافيًا خاصًا اليوم من قبل دعاة إعادة البناء المعاصرين، إذ تستند العديد من المعتقدات الوثنية اليوم إلى ممارسات مجتمعات عصور فجر التاريخ البرونزية والحديدية.

## الخلفية
عصور ما قبل التاريخ هي الفترة في تاريخ البشرية قبل السجلات المكتوبة. يتطلب عدم وجود أدلة مكتوبة استخدام الأدلة الأثرية، ما يجعل من الصعب استقراء بيانات قاطعة حول المعتقد الديني. تعتمد الكثير من دراسة ديانة ما قبل التاريخ على استنتاجات من الأدلة التاريخية (النصية) والوصفية العرقية البشرية، مثل المقارنات بين ديانة مجتمعات العصر الحجري القديم ومجتمعات الصيادين الجامعين المعاصرة. إن فائدة التشبيه في الاستدلال الأثري معقدة نظريًا ومتنازع عليها، ولكن، في سياق ديانة ما قبل التاريخ، يمكن تعزيزها بالأدلة الظرفية؛ فمثلًا، لوحظ أن المغرة الحمراء كانت مهمة للعديد من مجتمعات ما قبل التاريخ وللصيادين الجامعين المعاصرين.
يوجد الدين في جميع المجتمعات البشرية المعروفة، لكن دراسة ديانة ما قبل التاريخ لم تنتشر إلا في نهاية القرن التاسع عشر تقريبًا. قد يكون تأثير المؤسس في علم الآثار في عصور ما قبل التاريخ، وهو مجال كان رائدًا من قبل علماء الإنسانية العلمانية في القرن التاسع عشر الذين وجدوا الدين تهديدًا لمجال دراستهم القائم على التطور، قد أعاق الإسناد المبكر للدافع الديني لإنسان ما قبل التاريخ.
تختلف ديانة ما قبل التاريخ عن الشكل الديني المعروف لمعظم مفسري القرن الحادي والعشرين، القائم على المعتقد الأرثوذكسي والنصوص المقدسة. بل إن ديانة ما قبل التاريخ، مثلها مثل ديانة الصيادين الجلمعين في وقت لاحق، ربما استمدت من الشامانية والتجربة النشوة وكذلك من الروحانية، رغم أن التحليلات تشير إلى أن الروحانية ربما ظهرت في وقت سابق. رغم أن طبيعة ديانة ما قبل التاريخ تخمينية للغاية، توحي الأدلة المتبقية في السجل الأثري بقوة بوجود إطار رؤيوي إذ يُمارس الإيمان من خلال الدخول في الغيبة وخوض تجربة شخصية مع الآلهة وغيرها من السمات المميزة للشامانية -إلى درجة أن بعض المؤلفين يقترحون، على حد تعبير عالم آثار الشامانية نيل برايس، أن هذه الميول والتقنيات هي بطريقة ما مترسخة في العقل البشري.

## التطور البشري
أثارت مسألة زمن ظهور الدين في النفس البشرية المتطورة فضول علماء الحفريات لعقود من الزمن. على العموم، لا السجل الأثري ولا الفهم الحالي لكيفية تطور الذكاء البشري يشير إلى أن أشباه البشر الأوائل (البشراناوات) كانوا يملكون السعة الإدراكية للإيمان الروحي. كان الدين موجودًا بالتأكيد خلال العصر الحجري القديم العلوي، الذي يعود تاريخه إلى حوالي 50,000 وحتى 12,000 سنة مضت، أما الدين في العصر الحجري القديم السفلي والأوسط، فهو «ينتمي إلى عالم الأساطير».
في الأبحاث المبكرة، كان يُعتقد أن أول أشباه البشر الذين ظهروا في السجل الأحفوري هم القرود الجنوبية، الذين كان يُعتقد أن لديهم أنماط صيد متطورة. تم استقراء أنماط الصيد هذه من أنماط الصيادين الجامعين المعاصرين، وبدورهم، طابق علماء الأنثروبولوجيا وعلماء الآثار أنماط القرد الجنوبي وأقرانه مع الطقوس المعقدة المحيطة بعمليات الصيد هذه. دُحضت هذه الافتراضات في وقت لاحق، واعتُبرت الأدلة التي تشير إلى أن القرد الجنوبي وأقرانه كانوا قادرين على استخدام أدوات مثل النار من قبيل الصدفة. على مدى عدة عقود، عارض إجماع علماء ما قبل التاريخ فكرة إيمان القرود الجنوبية. يظهر أول دليل على وجود طقوس لدى الجنس البشراني من أشباه البشر الذي ظهر منذ ما بين 2-3 ملايين سنة مضت، ويضم الإنسان الحديث وأسلافه وأقرب أقربائه.

## انظر ايضًا
- تبجيل الأموات
- آلهة قمرية
- عبادة الشمس